# Nephele microstigma
Nephele microstigma är en fjärilsart som beskrevs av Clark 1927. Nephele microstigma ingår i släktet Nephele och familjen svärmare. Inga underarter finns listade i Catalogue of Life.